# 정희성
정희성(鄭喜成, 1945년 ~ )은 대한민국의 시인이다.
경상남도 창원에서 태어나 용산고등학교, 서울대학교 국어국문학과를 졸업했다. 1972년부터 숭문고등학교 국어교사로 재직하고 있으며, 2006년 민족문학작가회의 16대 이사장으로 선출되었다.

## 약력
1970년 동아일보 신춘문예에 시 〈변신〉이 당선되어 등단했다. 1981년에 제1회 「김수영문학상」, 1997년에 「시와시학상」, 2001년에 제16회 「만해문학상」을 수상했다.

문단에 나온 지 40여 년 가까이 지났는데, 시집을 다섯 권밖에 내지 않은 과작 시인이다.
| “ | … 박봉을 털어 《시인》지를 낸다는 이도윤이 옆에 와서 시 두 편만 달라는데 그것도 안 주느냐고 성화다 시 두 편이면 내 일년 농사라고 그거 털어주면 나는 거지라고… | ” |
|   | — 〈임진각에서 얻은 시상〉,《돌아다보면 문득》(문학과지성사, 2008)                                                                                            |   |

## 저서

### 시집
- 《답청》(1974)
- 《저문 강에 삽을 씻고》(창작과비평사, 1978)
- 《한 그리움이 다른 그리움에게》(창작과비평사, 1991) ISBN 89-364-2091-7
- 《詩를 찾아서》(창작과비평사, 2001) ISBN 89-364-2207-3
- 《돌아다보면 문득》(창비, 2008) ISBN 978-89-364-2291-2

#### 시인의 말
- 《저문 강에 삽을 씻고》
 최근 몇 년 동안 나는 주로 내가 사는 시대의 모순과 그 속에서 핍박받는 사람들의 슬픔에 관해 써왔지만, 그것이 진정한 신념과 희망과 용기를 주는 데 이르지 못했음을 부끄럽게 여긴다. 이러한 성과가 하루 아침에 갑자기 이루어지는 것은 아니리라. 그러나 한 시대의 사회적 모순이야말로 바로 새로운 역사를 만드는 원동력이며 억압받는 사람들의 슬픔이 어느 땐가는 밝은 웃음으로 꽃필 것임을 나는 믿는다.
- 《한 그리움이 다른 그리움에게》
 80년대의 처음부터 너무 큰 충격을 받아왔던 탓일까. 웬만한 일에는 놀라지 않게 되었고, 감각의 촉수는 그만큼 무뎌져 있었다. 살아오면서 모서리가 닳고 뻔뻔스러워진 탓도 없지 않으리라. 입술을 깨물면서 나는 다시 시의 날을 벼린다. 일상을 그냥 일상으로 치부해버리는 한 거기에 시는 없다. 일상 속에서 심상치 않은 인생의 기미를 발견해내는 일이야말로 지금 나에게 맡겨진 몫이 아닐까 싶다. 나는 작은 목소리로 외친다. 나의 목소리가 귓전을 때리지 않고 당신들의 당신들의 당신들의 가슴을 울리기를 기대하면서.
- 《詩를 찾아서》
 나는 너무도 오랫동안 미움의 언어에 길들어왔다. 분노의 감정이 나를 지배하는 동안에만 시가 씌어졌고 증오의 대상이 내 앞에 모습을 드러낼 때만 마음이 움직였다. 그러나 나는 이제 새로운 길을 찾아 나서고자 한다. 나는 나의 말로부터 해방되고 싶고 가능하다면 나 자신으로부터도 해방됐으면 싶다. 이제 길을 나서기는 했는데 나와 내 말이 어디에 가 닿을지 아직도 잘 모르겠다.
- 《돌아다보면 문득》
세상이 아프니 내가 아프다.
누구 말이던가. 문득 이 말이 떠오른다.
나는 병이 없는데도 앓는 소리를 내지는 않는다.
스스로 세상 밖에 나앉었다고 생각했으나
진실로 세상일을 잊은 적이 없다.
세상을 잊다니! 세상이 먼저 나를 잊겠지.
일탈을 꿈꾸지만 나는 늘 제자리 걸음이다.
같은 자리를 지키고 있으려면 계속 달릴 수밖에 없다.'는 이 막막함이란 '거울나라의 엘리스'만 겪는 고통이 아닐 것이다.

## 참고자료
- 김태훈 기자 (2006년 1월 23일). “정희성 시인, 민족문학작가회 새 이사장으로”. 조선일보. 2008년 1월 2일에 확인함.[깨진 링크(과거 내용 찾기)]